# Tania Sánchez
Pour les articles homonymes, voir Sánchez.
Tania Sánchez Melero, née le 29 avril 1979, est une femme politique espagnole membre de Podemos.
Elle est élue députée de la circonscription de Madrid lors des élections générales de décembre 2015.

## Biographie
Elle est en couple jusqu'en 2015 avec Pablo Iglesias Turrión.

### Profession
Tania Sánchez Melero est titulaire d'une licence en anthropologie et est diplômée en éducation sociale. Elle est experte dans l'aide aux personnes dépendantes aux drogues.

### Carrière politique
Elle est conseillère municipale de Rivas-Vaciamadrid de 2007 à 2011 puis députée à l'Assemblée de Madrid de 2011 à 2015 pour Izquierda Unida, parti qu'elle quitte en décembre 2015 pour rejoindre Podemos.
Le 20 décembre 2015, elle est élue députée pour Madrid au Congrès des députés et réélue en 2016.